# Tour de l'Ardèche 2023
De 21e editie van de wielerwedstrijd Tour de l'Ardèche vond in 2023 plaats van 5 tot en met 11 september. De start was in Bourg-Saint-Andéol en de finish in Privas. De ronde stond op de UCI-kalender voor vrouwen in de categorie 2.1. De Duitse Antonia Niedermaier won de vorige editie. Deze editie werd gewonnen door de Italiaanse Marta Cavalli.

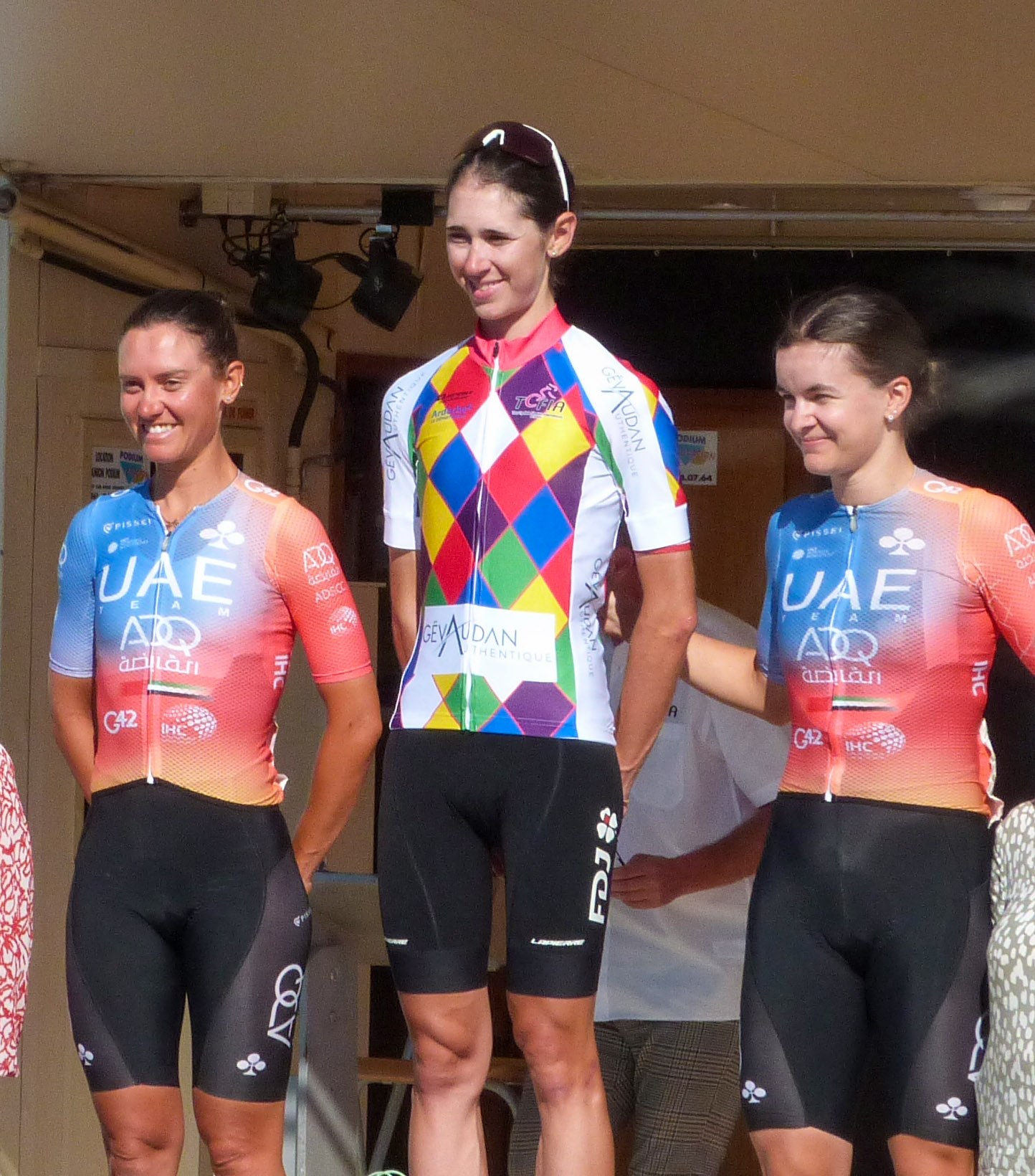
Marta Cavalli in de trui van ritwinnares

## Deelname
Drie World Tourploegen namen deel, aangevuld met 13 continentale ploegen, twee clubteams en de nationale selecties van Slovenië en de Verenigde Staten.
| World Tourploegen                          | Continentale ploegen                                                                                   | Continentale ploegen | Clubteams                                                               | Nationale selectie        |
| ------------------------------------------ | --- | --- | ----------------------------------------------------------------------- | ------------------------- |
| FDJ-Suez Human Powered Health UAE Team ADQ | Arkéa BePink-GOLD Canyon//SRAM Generation Cynisca Cycling DNA Pro Cycling Duolar-Chevalmeire Farto-BTC | Eneicat-CMTeam-Seguros Deportivos Laboral Kutxa-Fundación Euskadi Saint Michel-Mavic-Auber 93 Stade Rochelais Charente-Maritime Massi-Tactic WCC Team | Matos Mobility - Optiria Pro-Noctis - Heidi Kjeldsen - 200 Degres Coffe | Slovenië Verenigde Staten |

## Etappe-overzicht
| Etappe | Datum        | Start                 | Finish           | Type       | Afstand  | Winnaar           | Klassementsleider |
| ------ | ------------ | --------------------- | ---------------- | ---------- | -------- | ----------------- | ----------------- |
| 1      | 5 september  | Bourg-Saint-Andéol    | Ruoms            | Heuvelrit  | 105,6 km | Daria Pikulik     | Daria Pikulik     |
| 2      | 6 september  | Nîmes                 | Nîmes            | Heuvelrit  | 91,3 km  | Michaela Drummond | Michaela Drummond |
| 3      | 7 september  | Avignon               | Avignon          | Vlakke rit | 119,6 km | Daria Pikulik     | Michaela Drummond |
| 4      | 8 september  | Saint-Rambert-d'Albon | Hauterives       | Heuvelrit  | 101,6 km | Silvia Zanardi    | Silvia Zanardi    |
| 5      | 9 september  | Marvejols             | Mont Lozère      | Bergrit    | 100,3 km | Marta Cavalli     | Marta Cavalli     |
| 6      | 10 september | Saint-Félicien        | Tain-l'Hermitage | Heuvelrit  | 125,9 km | Barbara Malcotti  | Marta Cavalli     |
| 7      | 11 september | Beauchastel           | Privas           | Heuvelrit  | 69,2 km  | Olivia Baril      | Marta Cavalli     |

## Eindklassementen
| Plaats    | Naam                | Ploeg                       | Tijd      |
| --------- | ------------------- | --------------------------- | --------- |
| Roze trui | Marta Cavalli       | FDJ-Suez                    | 19u33'59" |
| 2         | Erica Magnaldi      | UAE Team ADQ                | + 14"     |
| 3         | Anastasija Kolesava | Team Arkéa                  | + 1'38"   |
| 4         | Olivia Baril        | UAE Team ADQ                | + 1'53"   |
| 5         | Évita Muzic         | FDJ-Suez                    | + 2'08"   |
| 6         | Nina Buysman        | Human Powered Health Women  | + 2'17"   |
| 7         | Barbara Malcotti    | Human Powered Health Women  | + 2'29"   |
| 8         | Coralie Demay       | Saint Michel-Mavic-Auber 93 | + 2'41"   |
| 9         | Alena Ivanchenko    | UAE Team ADQ                | + 2'45"   |
| 10        | Silvia Zanardi      | BePink-GOLD                 | + 2'49"   |
|           |                     |                             |           |
| 54        | Cleo Kiekens        | Duolar-Chevalmeire          | + 31'59"  |

| Plaats      | Naam              | Ploeg                          | Punten |
| ----------- | ----------------- | ------------------------------ | ------ |
| Groene trui | Silvia Zanardi    | BePink-GOLD                    | 41     |
| 2           | Olivia Baril      | UAE Team ADQ                   | 33     |
| 3           | Michaela Drummond | Farto-BTC Women's Cycling Team | 31     |
|             |                   |                                |        |
| 11          | Nina Buysman      | Human Powered Health Women     | 15     |

| Plaats        | Naam           | Ploeg        | Punten |
| ------------- | -------------- | ------------ | ------ |
| Bolletjestrui | Marta Cavalli  | FDJ-Suez     | 47     |
| 2             | Erica Magnaldi | UAE Team ADQ | 26     |
| 3             | Loes Adegeest  | FDJ-Suez     | 18     |

| Plaats     | Naam             | Ploeg                             | tijd      |
| ---------- | ---------------- | --------------------------------- | --------- |
| Witte trui | Alena Ivanchenko | UAE Team ADQ                      | 19u36'44" |
| 2          | Camille Fahy     | Saint Michel-Mavic-Auber 93       | + 1'29"   |
| 3          | Marina Allione   | Stade Rochelais Charente-Maritime | + 3'34"   |
|            |                  |                                   |           |
| 13         | Cleo Kiekens     | Duolar-Chevalmeire                | + 29'14"  |

| Plaats | Ploeg                           | Tijd      |
| ------ | ------------------------------- | --------- |
|        | FDJ-Suez                        | 58u46'48" |
| 2      | UAE Team ADQ                    | + 1"      |
| 3      | Laboral Kutxa-Fundación Euskadi | + 13'02"  |

## Klassementenverloop
| Etappe       | Winnaar           | Algemeen klassement · | Puntenklassement · | Bergklassement ·     | Jongerenklassement · | Ploegenklassement                 |
| ------------ | ----------------- | --------------------- | ------------------ | -------------------- | -------------------- | --------------------------------- |
| 1            | Daria Pikulik     | Daria Pikulik         | Daria Pikulik      | Maëlle Grossetête    | Laura Ruiz Pérez     | BePink-GOLD                       |
| 2            | Michaela Drummond | Michaela Drummond     | Michaela Drummond  | Maëlle Grossetête    | Laura Ruiz Pérez     | BePink-GOLD                       |
| 3            | Daria Pikulik     | Michaela Drummond     | Daria Pikulik      | Évita Muzic          | Sarah Van Dam        | BePink-GOLD                       |
| 4            | Silvia Zanardi    | Silvia Zanardi        | Silvia Zanardi     | Miryam Maritza Nuñez | Laura Ruiz Pérez     | Eneicat-CMTeam-Seguros Deportivos |
| 5            | Marta Cavalli     | Marta Cavalli         | Silvia Zanardi     | Marta Cavalli        | Alena Ivanchenko     | FDJ-Suez                          |
| 6            | Barbara Malcotti  | Marta Cavalli         | Silvia Zanardi     | Marta Cavalli        | Alena Ivanchenko     | UAE Team ADQ                      |
| 7            | Olivia Baril      | Marta Cavalli         | Silvia Zanardi     | Marta Cavalli        | Alena Ivanchenko     | FDJ-Suez                          |
| 0Eindstanden | 0Eindstanden      | Marta Cavalli         | Silvia Zanardi     | Marta Cavalli        | Alena Ivanchenko     | FDJ-Suez                          |

## Galerij

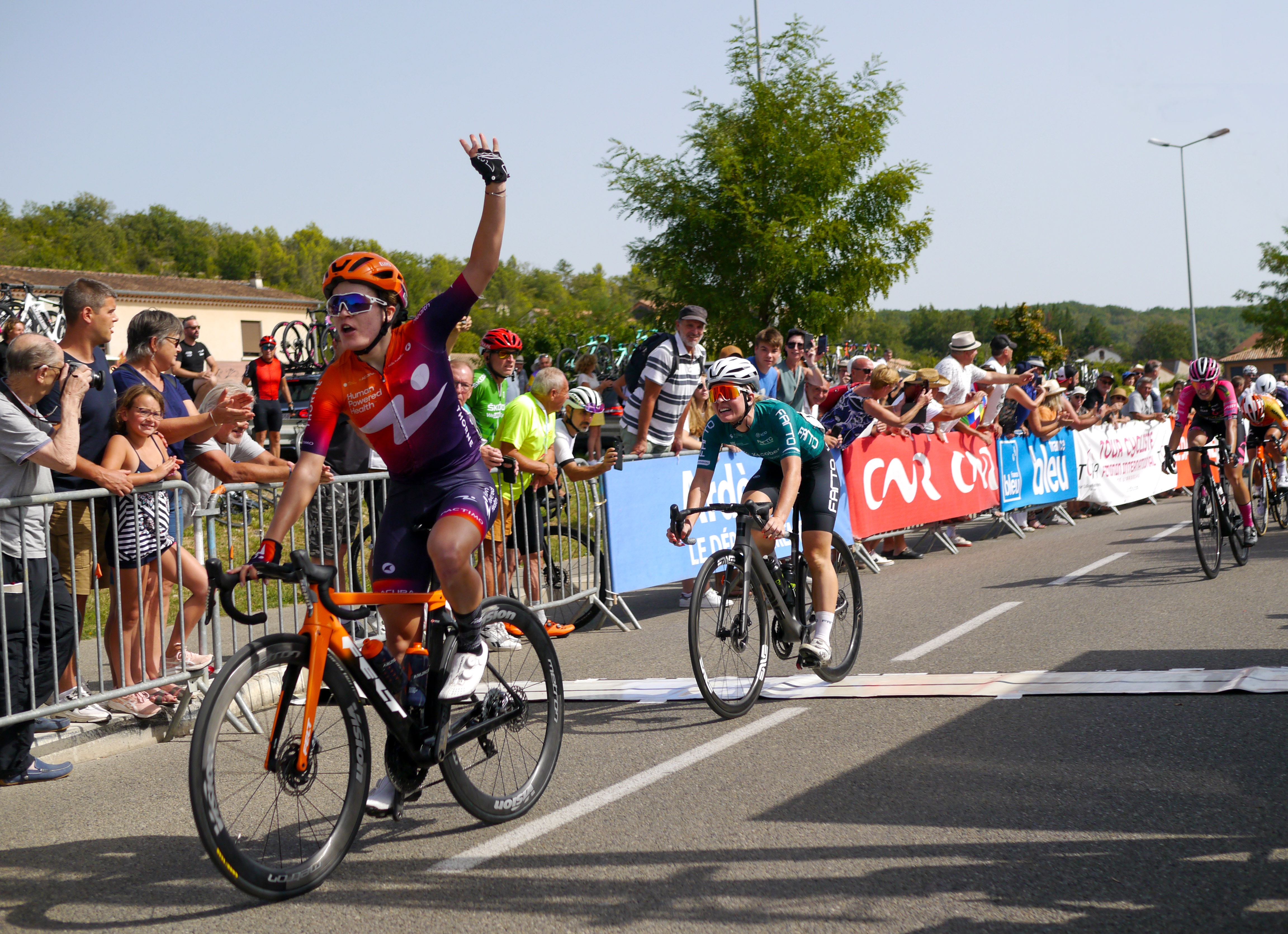
Daria Pikulik won de eerste etappe
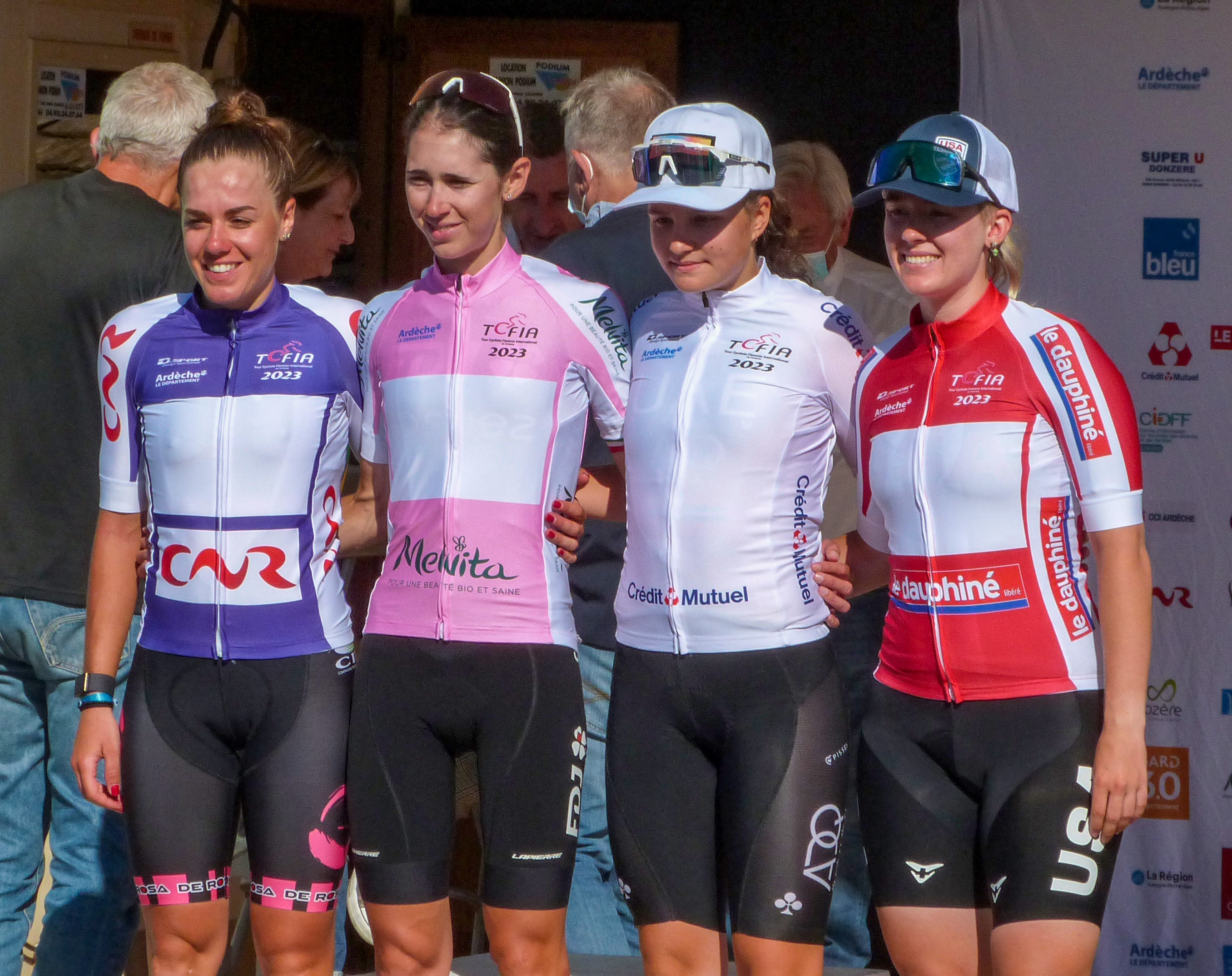
De truidragers na de vijfde etappe

2003 · 2004 · 2005 · 2006 · 2007 · 2008 · 2009 · 2010 · 2011 · 2012 · 2013 · 2014 · 2015 · 2016 · 2017 · 2018 · 2019 · 2020 · 2021 · 2022 · 2023 · 2024